# Agaporomorphus tambopatensis
Agaporomorphus tambopatensis is een keversoort uit de familie waterroofkevers (Dytiscidae). De wetenschappelijke naam van de soort is voor het eerst geldig gepubliceerd in 2005 door K.B.Miller.